# Krążowniki ciężkie typu Aoba
Krążowniki ciężkie typu Aoba (jap. 青葉型巡洋艦 Aoba-gata jun'yōkan) – typ dwóch japońskich krążowników ciężkich, które służyły podczas II wojny światowej.

## Okręty
| Nazwa             | Położenie stępki     | Wodowanie            | Wejście do służby | Los                         |
| "Aoba" (青葉)     | 23 stycznia 1924     | 25 września 1926     | 20 września 1927  | zatopiony 28 lipca 1945     |
| "Kinugasa" (衣笠) | 24 października 1924 | 24 października 1926 | 30 września 1927  | zatopiony 14 listopada 1942 |